# Max Perutz Labs Vienna
Die Max Perutz Labs Vienna (bis 2019: Max F. Perutz Laboratories, MFPL) sind ein gemeinsames Forschungs- und Ausbildungszentrum der Universität Wien und der Medizinischen Universität Wien am Vienna Biocenter. An diesen beiden Universitäten arbeiten rund 450 Mitarbeiter und Mitarbeiterinnen aus 40 Nationen im Bereich der Molekularbiologie. Sie arbeiten in verschiedenen Bereichen der Life Sciences: sie untersuchen sowohl die Struktur essentieller Zellmoleküle als auch deren Rolle in der Entwicklungsbiologie und bei Krankheiten. Forschungsgruppenleiter und Mitarbeiter der Max Perutz Labs bilden in Vorlesungen und praktischen Übungen Bachelor- und Masterstudierende der Universität Wien und der Medizinischen Universität Wien sowie Doktoranden der Universität Wien aus.

## Wissenschaftliches Profil

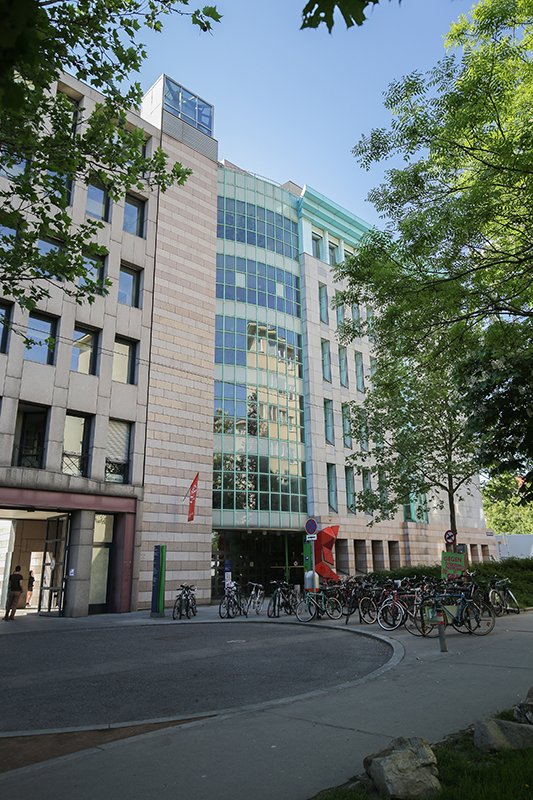
Hauptgebäude

Die Schwerpunkte der Grundlagenforschung der ca. 40 unabhängigen Forschungsgruppen liegen in den Bereichen:
- Mechanistic Cell and Developmental Biology
- Chromatin, RNA, and Chromosome Biology
- Structural and Computational Biology

Der wissenschaftliche Leiter der Max Perutz Labs ist seit März 2020 Alwin Köhler. Alwin Köhler wurde für die zweite Periode als wissenschaftlicher Leiter mit Oktober 2024 bis voraussichtlich 2028 wiedergewählt. Die weiteren Mitglieder des Direktorats sind Stefan Ameres (Universität Wien), Christa Bücker (Vizedekanin für Lehre der Universität Wien), Thomas Leonard (Medizinische Universität Wien) und Fabien Martins (Direktor Finanzen und Administration). Von 2007 bis März 2017 wurden das Institut als "Max F. Perutz Laboratories" von Graham Warren geleitet, von April 2017 bis 2020 vom Bioinformatiker Arndt von Haeseler.
Die Max Perutz Labs werden regelmäßig von einem wissenschaftlichen Beratergremium international anerkannter Forscherinnen und Forscher evaluiert. Der offizielle Bericht dieses Gremiums enthält Feedback und Vorschläge zu den aktuellen Entwicklungen und zukünftigen Strategieentscheidungen.

## Ausbildung

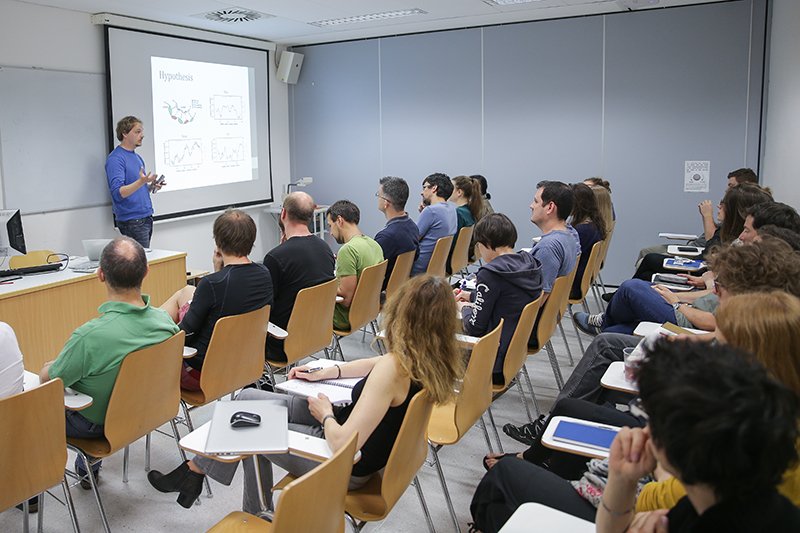
Ausbildung von Nachwuchswissenschaftlern

Die Forschungsgruppenleiter und Mitarbeiter der Max Perutz Labs betreiben nicht nur Forschung, sondern sehen sich auch verantwortlich für die Ausbildung und das Training neuer Generationen von Wissenschaftlern. Jährlich investieren sie rund 1200 Stunden Arbeitszeit in das Training des wissenschaftlichen Nachwuchs vor dem Doktorat.

## Finanzierung
Die Max Perutz Labs erhalten eine gemeinsame Grundfinanzierung durch die Eigentümer-Universitäten, welche Räumlichkeiten und wissenschaftliche Infrastruktur zur Verfügung stellen, sowie die Kosten für administratives Personal tragen. Rund 70 Prozent der Kosten für das wissenschaftliche Personal sowie ein großer Teil der laufenden Kosten werden aus Drittmitteln (nationale und internationale Forschungsförderungen) finanziert, die von Gruppenleitern und Gruppenleiterinnen eingeworben werden.

## Namensgebung
Die Max Perutz Labs sind nach dem in Wien geborenen Biochemiker Max Ferdinand Perutz benannt, der nach seinem Chemiestudium an der Universität Wien nach England emigrierte. In Cambridge war er an der Gründung des „Laboratory of Molecular Biology“ beteiligt. Im Jahr 1962 erhielt er gemeinsam mit John Kendrew den Chemie-Nobelpreis für ihre Studien zur Entschlüsselung der Struktur globulärer Proteine.